# Mercs
Mercs, originalmente lanzado como Senjō no Ōkami II (戦場の狼Ⅱ Lobo del campo de batalla II?), es un videojuego arcade de 1990 del género Matamarcianos con vista de arriba hacia abajo desarrollado y publicado por Capcom para las salas recreativas. Es una continuación del videojuego de 1985 Commando. Fue seguido por Wolf of the Battlefield: Commando 3 en 2008, un videojuego descargable.

## Argumento
Los jugadores son miembros de un equipo mercenario encubierto conocido como "Wolf Force". El equipo está compuesto por Joseph Gibson (Jugador 1 en azul), Howard Powell (Jugador 2 en rojo) y Thomas Clarke (Jugador 3 en amarillo). Su objetivo es rescatar a un ex presidente de los rebeldes en el ficticio país africano de Zutula, administrado por un gobierno apartheid. El videojuego tiene seis niveles, más el nivel final donde el objetivo es rescatar al presidente del avión Hércules.

## Jugabilidad
Los controles consisten en un joystick de ocho direcciones y dos botones: un ataque normal y el ataque Megacrush. El personaje del jugador tiene un medidor de vitalidad que se irá reduciendo gradualmente a medida que reciban daño de los enemigos, sin embargo, los Kits de primeros auxilios se pueden recoger para restaurar parte de la energía del jugador, así como potenciadores que aumentan su vitalidad máxima. El jugador puede actualizar su arma predeterminada en un rifle de asalto, una escopeta, un lanzador de granadas o un lanzallamas. El ataque Megacrush detonará una bomba que mata a todos los enemigos en la pantalla. Sin embargo, el ataque Megacrush tiene usos limitados que el jugador solo puede reponer eligiendo más bombas Megacrush. En ciertas etapas, el jugador puede pilotar vehículos enemigos.

## Versiones de videoconsolas
Una versión para Mega Drive de Mercs fue producida por Sega, que fue lanzada por primera vez en Japón el 27 de septiembre de 1991, con lanzamientos posteriores en América del Norte y Europa. La versión de Mega Drive presenta dos modos de juego diferentes: un "Modo Arcade", que presenta la misma trama y etapas que la versión de arcade, así como un "Modo Original" que presenta una nueva trama con todas las etapas nuevas. Un aspecto notable que distingue el Modo Original del Modo Arcade es la adición de tiendas de armas a través del juego en el que el jugador puede comprar potenciadores para su personaje utilizando la moneda obtenida de los soldados enemigos derrotados, así como la opción de cambiar entre múltiples personajes jugables, cada uno caracterizado por el arma que utilizan (con el personaje inicial usando el rifle de asalto estándar). A diferencia de la versión arcade, la versión de Mega Drive de Mercs solo permite un solo jugador, un punto que la revista MegaTech considera la única debilidad del juego.
También se adaptaron versiones de Mercs para los computadores Amiga, Amstrad CPC, Atari ST, Commodore 64 y ZX Spectrum en 1991 por U.S. Gold. Estas adaptaciones del videojuego fueron manejadas por Tiertex. Tiertex también desarrolló la versión para Master System publicada por Sega que se lanzó en Europa y Brasil.
La versión de arcade original de Mercs, junto con Commando y Gun.Smoke, se incluyen en el cuarto volumen de las compilaciones de Capcom Generations lanzadas para PlayStation y Sega Saturn en 1998. La misma versión del videojuego se incluiría más adelante como parte de Capcom Classics Collection vol. 1, lanzado para PlayStation 2 y Xbox en 2005, y Capcom Classics Collection: Reloaded para PlayStation Portable en 2006. La versión para Mega Drive fue lanzada por Capcom para la Consola Virtual de Wii en América del Norte el 9 de febrero de 2009 y en Europa el 20 de febrero de 2009 a un costo de 800 Puntos Wii. Este relanzamiento se enumera bajo el título de Mercs: Wolf of the Battlefield, para vincularse con el lanzamiento de Wolf of the Battlefield: Commando 3.